# Saxifraga tridactylites
Saxifraga tridactylites L. es una especie de planta fanerógama de la familia Saxifragaceae.

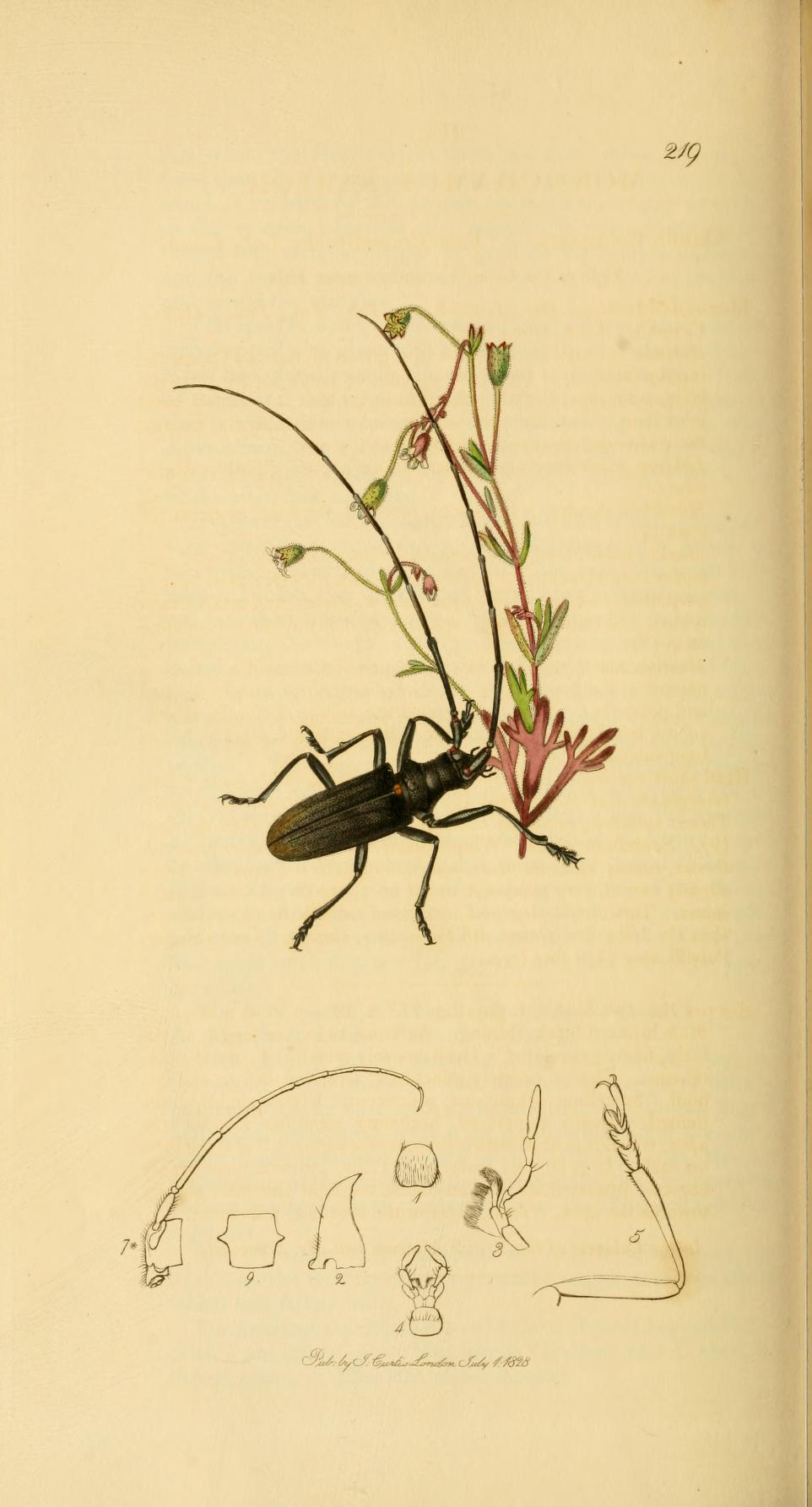
Ilustración

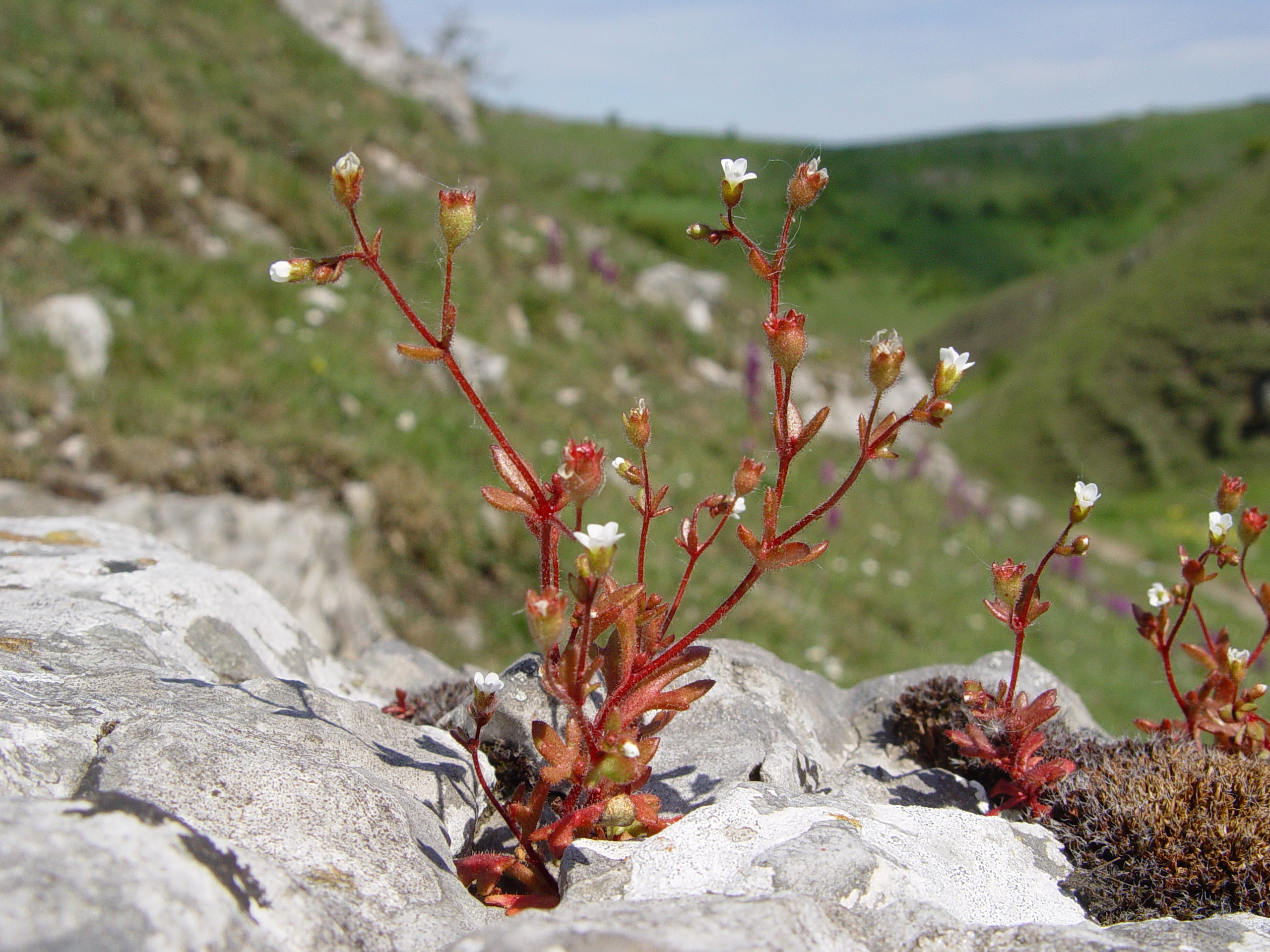
En su hábitat

## Descripción
Se trata una diminuta planta anual  de 2-10 (15) cm de altura, en ocasiones completamente pupúrea, cubierta de glándulas y pelos glandulíferos cortos. Crece en terracitas calcáreas con muy poco suelo, hasta los 1500 m de altitud. Tiene 5 pétalos blancos casi enteros o un poco emarginados, con pequeñas manchas amarillas en su base, más largos que los sépalos. Hojas alternas, escasas las caulinares. Inflorescencia en panícula laxa (1-4 flores). Fruto en cápsula globosa. Semillas diminutas que no llegan a 0,5 mm.

## Taxonomía
Saxifraga tridactylites fue descrita por Carlos Linneo y publicado en Species Plantarum 1: 404. 1753.
Etimología
Saxifraga: nombre genérico que viene del latín saxum, ("piedra") y frangere, ("romper, quebrar"). Estas plantas se llaman así por su capacidad, según los antiguos, de romper las piedras con sus fuertes raíces. Así lo afirmaba Plinio, por ejemplo.
Sinonimia
- Saxifraga tenerrima Willk. 1875
- Saxifraga exilis Pollini 1816
- Tridactylites annua Haw. 1821
- Saxifraga muralis Salisb. 1796
- Saxifraga digitata Gaterau 1789
- Saxifraga annua Lapeyr.[2]

Híbridos
- Saxifraga x farreri[3]